# Lucas, fourmi malgré lui (jeu vidéo)
Lucas, fourmi malgré lui (en anglais, The Ant Bully) est un jeu vidéo d'action-aventure adapté du film homonyme, développé par A2M et édité par Midway Games en 2006.

## Accueil
- Jeuxvideo.com : 11/20 (PS2)[1] - 10/20 (PC)[2] - 13/20 (GBA)[3]